# ATP Challenger Series 2007
In der folgenden Tabelle werden die Turniere der professionellen Herrentennis-Saison 2007 der ATP Challenger Series dargestellt. Sie bestand aus 174 Turnieren mit einem Preisgeld von 25.000 bis 150.000 US-Dollar. Es war die 30. Ausgabe des Challenger-Turnierzyklus.

## Turnierplan

### Januar
| Datum1 | Ort               | Turnier                                 | Preisgeld | Belag2        | Sieger Einzel            | Sieger Doppel                     |
| ------ | ----------------- | --------------------------------------- | --------- | ------------- | ------------------------ | --------------------------------- |
| 01.01. | São Paulo         | Aberto de São Paulo                     | $ 100.000 | Hartplatz     | Guillermo Cañas          | Pablo Cuevas Adrián García        |
| 01.01. | Nouméa            | Internationaux de Nouvelle-Calédonie    | $ 075.000 | Hartplatz     | Michael Russell          | Alex Kuznetsov Phillip Simmonds   |
| 15.01. | La Serena         | La Serena Open                          | $ 050.000 | Sand          | Mariano Zabaleta         | Marc López Simone Vagnozzi        |
| 22.01. | Durban            | South African Airways Tennis Open       | $ 125.000 | Hartplatz     | Mathieu Montcourt        | Rik De Voest Dominik Meffert      |
| 22.01. | Heilbronn         | Heilbronn Open                          | $ 100.000 | Hartplatz (i) | Michael Berrer           | Michael Kohlmann Rainer Schüttler |
| 22.01. | Waikoloa          | Hilton Waikoloa Village USTA Challenger | $ 050.000 | Hartplatz     | Michael Russell          | Brendan Evans Scott Oudsema       |
| 22.01. | Santiago de Chile | Copa Kia                                | $ 025.000 | Sand          | Martín Vassallo Argüello | Brian Dabul Marc López            |
| 22.01. | Wrexham           | Wrexham Challenger                      | $ 025.000 | Hartplatz (i) | Michał Przysiężny        | Thomas Oger Nicolas Tourte        |

### Februar
| Datum1 | Ort           | Turnier                                                    | Preisgeld | Belag2        | Sieger Einzel         | Sieger Doppel                    |
| ------ | ------------- | ---------------------------------------------------------- | --------- | ------------- | --------------------- | -------------------------------- |
| 05.02. | Breslau       | KGHM Polish Indoors                                        | $ 125.000 | Hartplatz (i) | Werner Eschauer       | Lukáš Rosol Jan Vacek            |
| 05.02. | Bergamo       | Internazionali di Tennis di Bergamo Trofeo Baci & Abbracci | $ 100.000 | Teppich (i)   | Fabrice Santoro       | Jérôme Haehnel Jean-René Lisnard |
| 05.02. | Dallas        | Challenger of Dallas                                       | $ 050.000 | Hartplatz (i) | Robert Kendrick       | Eric Butorac Jamie Murray        |
| 05.02. | Florianópolis | Cyclus Open de Tênis                                       | $ 035.000 | Sand          | Óscar Hernández       | Márcio Carlsson Lucas Engel      |
| 05.02. | Burnie        | MST ATP Challenger International Burnie                    | $ 025.000 | Hartplatz     | Nathan Healey         | Nathan Healey Robert Smeets      |
| 12.02. | Joplin        | Freeman Men’s Challenger                                   | $ 050.000 | Hartplatz (i) | Michael Craig Russell | Patrick Briaud Donald Young      |
| 19.02. | Besançon      | Open de Franche-Comté                                      | $ 100.000 | Hartplatz (i) | Ernests Gulbis        | Christopher Kas Alexander Peya   |
| 26.02. | Cherbourg     | Challenger DCNS de Cherbourg                               | $ 050.000 | Hartplatz (i) | Federico Luzzi        | Michal Mertiňák Robin Vik        |
| 26.02. | Wolfsburg     | Volkswagen Challenger                                      | $ 025.000 | Teppich (i)   | Robin Haase           | Alexander Peya Lars Uebel        |

### März
| Datum1 | Ort               | Turnier                                                  | Preisgeld | Belag2        | Sieger Einzel        | Sieger Doppel                           |
| ------ | ----------------- | -------------------------------------------------------- | --------- | ------------- | -------------------- | --------------------------------------- |
| 05.03. | Kyōto             | Shimadzu All Japan Indoor Tennis Championships           | $ 025.000 | Teppich v(i)  | Takao Suzuki         | Sanchai Ratiwatana Sonchat Ratiwatana   |
| 05.03. | Salinas           | Abierto Internacional de Salinas                         | $ 025.000 | Hartplatz     | Juan Pablo Brzezicki | Scott Lipsky David Martin               |
| 12.03. | Bogotá            | Bancolombia Open                                         | $ 125.000 | Sand          | Santiago Giraldo     | Martín Alberto García Diego Hartfield   |
| 12.03. | Sunrise           | BMW Tennis Championship                                  | $ 100.000 | Hartplatz     | Gaël Monfils         | Konstantinos Economidis Kristof Vliegen |
| 12.03. | Ho-Chi-Minh-Stadt | Samsung Challenger                                       | $ 050.000 | Hartplatz     | Pavel Šnobel         | Yu Xinyuan Zeng Shaoxuan                |
| 12.03. | Sarajevo          | BH Telecom Indoors                                       | $ 025.000 | Hartplatz (i) | Ernests Gulbis       | Ernests Gulbis Deniss Pavlovs           |
| 19.03. | Rabat             | Morocco Tennis Tour Rabat                                | $ 035.000 | Sand          | Stefano Galvani      | Juri Schtschukin Orest Tereschtschuk    |
| 19.03. | Barletta          | Torneo Internazionale di Tennis Città della Disfida Open | $ 025.000 | Sand          | Carlos Berlocq       | David Marrero Albert Portas             |
| 26.03. | Mexiko-Stadt      | Voit Mexico City Open                                    | $ 125.000 | Sand          | Ramón Delgado        | Marcelo Melo Horacio Zeballos           |
| 26.03. | Neapel            | Tennis Napoli Cup                                        | $ 100.000 | Sand          | Potito Starace       | Flavio Cipolla Marcel Granollers        |
| 26.03. | Fès               | Morocco Tennis Tour Fès                                  | $ 035.000 | Sand          | Peter Luczak         | Serhij Stachowskyj Orest Tereschtschuk  |
| 26.03. | Saint-Brieuc      | Open Prévadiès                                           | $ 025.000 | Sand(i)       | Kristian Pless       | Jean-Baptiste Perlant Xavier Pujo       |

### April
| Datum1 | Ort             | Turnier                           | Preisgeld | Belag2        | Sieger Einzel      | Sieger Doppel                          |
| ------ | --------------- | --------------------------------- | --------- | ------------- | ------------------ | -------------------------------------- |
| 02.04. | San Luis Potosí | San Luis Potosí Challenger        | $ 050.000 | Sand          | Fernando Vicente   | Jérémy Chardy Marcelo Melo             |
| 02.04. | Tallahassee     | Tallahassee Tennis Challenger     | $ 050.000 | Hartplatz     | Jo-Wilfried Tsonga | Izak van der Merwe Wesley Whitehouse   |
| 02.04. | Monza           | Mitsubishi Electric Europe Cup    | $ 025.000 | Sand          | Werner Eschauer    | Nathan Healey Jordan Kerr              |
| 09.04. | Casablanca      | Morocco Tennis Tour Casablanca    | $ 075.000 | Sand          | Marin Čilić        | Łukasz Kubot Oliver Marach             |
| 09.04. | Valencia        | Challenger of Santa Clarita       | $ 050.000 | Hartplatz     | Alex Bogdanovic    | Harel Levy Sam Warburg                 |
| 09.04. | Chiasso         | Unicredit Bank S. A. Challenger   | $ 025.000 | Sand          | Werner Eschauer    | Bart Beks Matwé Middelkoop             |
| 09.04. | Mexiko-Stadt    | Challenger Casablanca San Ángel   | $ 025.000 | Hartplatz     | Jo-Wilfried Tsonga | Miguel Gallardo Valles Carlos Palencia |
| 16.04. | Bermuda         | XL Bermuda Open                   | $ 100.000 | Sand          | Mariano Zabaleta   | Marcelo Melo André Sá                  |
| 16.04. | Marrakesch      | Morocco Tennis Tour Marrakesch    | $ 100.000 | Sand          | Younes El Aynaoui  | Tomáš Cibulec Jordan Kerr              |
| 16.04. | Cardiff         | Cardiff Challenger                | $ 025.000 | Hartplatz (i) | Frédéric Niemeyer  | Pavel Šnobel Jan Vacek                 |
| 23.04. | Florianópolis   | Aberto de Santa Catarina de Tênis | $ 050.000 | Sand          | Paul Capdeville    | Pablo Cuevas Horacio Zeballos          |
| 30.04. | Tunis           | Tunis Open                        | $ 125.000 | Sand          | Simone Bolelli     | Łukasz Kubot Oliver Marach             |
| 30.04. | Lanzarote       | Isla de Lanzarote                 | $ 050.000 | Hartplatz     | Jo-Wilfried Tsonga | Luke Bourgeois Rik De Voest            |
| 30.04. | Naples          | Naples Challenger                 | $ 050.000 | Sand          | Bobby Reynolds     | Juan Pablo Brzezicki Leonardo Mayer    |
| 30.04. | Ostrava         | Prosperita Open                   | $ 050.000 | Sand          | Bohdan Ulihrach    | Bastian Knittel Lukáš Rosol            |
| 30.04. | Rom             | Garden Open                       | $ 025.000 | Sand          | Thierry Ascione    | Flavio Cipolla Marcel Granollers       |

### Mai
| Datum1 | Ort            | Turnier                                     | Preisgeld | Belag2    | Sieger Einzel    | Sieger Doppel                         |
| ------ | -------------- | ------------------------------------------- | --------- | --------- | ---------------- | ------------------------------------- |
| 07.05. | Prag           | ECM Prague Open                             | $ 100.000 | Sand      | Dušan Lojda      | Tomáš Cibulec Jordan Kerr             |
| 07.05. | Dresden        | Ostdeutscher Sparkassen Cup                 | $ 050.000 | Sand      | Juri Schtschukin | Tomas Behrend Christopher Kas         |
| 07.05. | Tunica Resorts | Fitz Casino Challenger                      | $ 050.000 | Sand (i)  | Pablo Cuevas     | Paul Goldstein Donald Young           |
| 07.05. | Rijeka         | Rijeka Open                                 | $ 035.000 | Sand      | Marin Čilić      | Jérôme Haehnel Jean-René Lisnard      |
| 07.05. | Maspalomas     | Open Cedaga                                 | $ 025.000 | Sand      | Peter Luczak     | Marcel Granollers Marc López          |
| 14.05. | Forest Hills   | West Side Tennis Club Clay Court Challenger | $ 050.000 | Sand      | Paul Goldstein   | Rajeev Ram Bobby Reynolds             |
| 14.05. | Zagreb         | Zagreb Open                                 | $ 050.000 | Sand      | Janko Tipsarević | Tomas Behrend André Ghem              |
| 14.05. | Sanremo        | Sanremo Tennis Cup                          | $ 025.000 | Sand      | Francesco Aldi   | Sanchai Ratiwatana Sonchat Ratiwatana |
| 21.05. | Fargʻona       | Fergana Challenger                          | $ 035.000 | Hartplatz | Antony Dupuis    | Daniel Brands John Paul Fruttero      |
| 28.05. | Busan          | Busan Open Challenger Tennis                | $ 075.000 | Hartplatz | Wang Yeu-tzuoo   | Serhij Bubka John Paul Fruttero       |
| 28.05. | Carson         | Countrywide Classic USTA Men’s Challenger   | $ 050.000 | Hartplatz | Alex Bogomolow   | Bobby Reynolds Rajeev Ram             |
| 28.05. | Karlsruhe      | Baden Open                                  | $ 025.000 | Sand      | Mischa Zverev    | Alex Kuznetsov Mischa Zverev          |

### Juni
| Datum1 | Ort                | Turnier                                           | Preisgeld | Belag2    | Sieger Einzel        | Sieger Doppel                               |
| ------ | ------------------ | ------------------------------------------------- | --------- | --------- | -------------------- | ------------------------------------------- |
| 04.06. | Prostějov          | Prostějov Challenger                              | $ 150.000 | Sand      | Sergio Roitman       | Ramón Delgado Juan Pablo Guzmán             |
| 04.06. | Fürth              | Schickedanz Open                                  | $ 050.000 | Sand      | Peter Luczak         | Bruno Echagaray André Ghem                  |
| 04.06. | Surbiton           | Surbiton Trophy                                   | $ 050.000 | Rasen     | Jo-Wilfried Tsonga   | Alex Kuznetsov Mischa Zverev                |
| 04.06. | Yuba City          | Sunset Moulding Yuba City Racquet Club Challenger | $ 050.000 | Hartplatz | Kevin Kim            | Harel Levy Sam Warburg                      |
| 04.06. | Sassuolo           | Memorial Manfredini                               | $ 025.000 | Sand      | Oleksandr Dolhopolow | Giorgio Galimberti Márcio Torres            |
| 11.06. | Lugano             | Challenger Lugano                                 | $ 100.000 | Sand      | Werner Eschauer      | Sanchai Ratiwatana Sonchat Ratiwatana       |
| 11.06. | Astana             | Astana Challenger                                 | $ 075.000 | Hartplatz | Michail Ledowskich   | Daniel Brands Adam Feeney                   |
| 11.06. | Bytom              | Polska Energia Open                               | $ 035.000 | Sand      | Peter Luczak         | Hugo Armando Brian Dabul                    |
| 11.06. | Košice             | Steelers Cup                                      | $ 025.000 | Sand      | Jérémy Chardy        | Filip Polášek Lukáš Rosol                   |
| 18.06. | Braunschweig       | Nord/LB Open                                      | $ 125.000 | Sand      | Óscar Hernández      | Tomas Behrend Christopher Kas               |
| 18.06. | Almaty             | Almaty Challenger I                               | $ 035.000 | Sand      | Simon Greul          | Kamil Čapkovič Ivan Dodig                   |
| 18.06. | Mailand            | Zenith Tennis Cup                                 | $ 025.000 | Sand      | Santiago Ventura     | Fabio Colangelo Martín Vilarrubí            |
| 25.06. | Almaty             | Almaty Challenger II                              | $ 035.000 | Sand      | Simon Greul          | Teodor-Dacian Crăciun Florin Mergea         |
| 25.06. | Reggio nell’Emilia | Torneo B. Camparini                               | $ 035.000 | Sand      | Olivier Patience     | Franco Ferreiro Lamine Ouahab               |
| 25.06. | Constanța          | Mamaia Challenger                                 | $ 025.000 | Sand      | Sebastián Decoud     | Marc Fornell Mestres Gabriel Trujillo Soler |

### Juli
| Datum1 | Ort            | Turnier                               | Preisgeld | Belag2    | Sieger Einzel          | Sieger Doppel                               |
| ------ | -------------- | ------------------------------------- | --------- | --------- | ---------------------- | ------------------------------------------- |
| 02.07. | Córdoba        | Open Diputación Ciudad de Pozoblanco  | $ 125.000 | Hartplatz | Adrián Menéndez        | Santiago Ventura Fernando Vicente           |
| 02.07. | Turin          | Sporting Challenger                   | $ 100.000 | Sand      | Carlos Berlocq         | Pablo Cuevas Horacio Zeballos               |
| 02.07. | Dublin         | Dublin Challenger                     | $ 050.000 | Teppich   | Rohan Bopanna          | Rohan Bopanna Adam Feeney                   |
| 02.07. | Winnetka       | Nielsen Pro Tennis Championship       | $ 050.000 | Hartplatz | Noam Okun              | Patrick Briaud Chris Drake                  |
| 02.07. | Montauban      | Open de Montauban                     | $ 025.000 | Sand      | Michael Lammer         | Marc Fornell Mestres Gabriel Trujillo Soler |
| 09.07. | Scheveningen   | Siemens Open                          | $ 100.000 | Sand      | Pablo Cuevas           | Raemon Sluiter Peter Wessels                |
| 09.07. | Bogotá         | Seguros Bolivar Open Bogotá           | $ 050.000 | Sand      | Carlos Salamanca       | Brian Dabul Santiago González               |
| 09.07. | Mantua         | Challenger Canottieri Mincio          | $ 050.000 | Sand      | Alessio di Mauro       | Andrei Golubew Francesco Piccari            |
| 09.07. | Oberstaufen    | Oberstaufen Cup                       | $ 025.000 | Sand      | Gabriel Trujillo Soler | Filip Polášek Igor Zelenay                  |
| 16.07. | Aptos          | Comerica Bank Challenger              | $ 075.000 | Hartplatz | Donald Young           | Rajeev Ram Bobby Reynolds                   |
| 16.07. | Rimini         | Riviera di Rimini                     | $ 050.000 | Sand      | Oliver Marach          | Carlos Poch Gradin Santiago Ventura         |
| 16.07. | Cuenca         | Challenger ATP de Cuenca              | $ 025.000 | Sand      | Leonardo Mayer         | Bruno Soares Márcio Torres                  |
| 16.07. | Manchester     | Manchester Trophy                     | $ 025.000 | Rasen     | Harel Levy             | Rohan Bopanna Aisam-ul-Haq Qureshi          |
| 16.07. | Toljatti       | Togliatti Cup                         | $ 025.000 | Hartplatz | Dudi Sela              | Johan Brunström Mohammad Ghareeb            |
| 23.07. | Posen          | Porsche Open                          | $ 100.000 | Sand      | Raemon Sluiter         | Marc López Santiago Ventura                 |
| 23.07. | Granby         | Challenger Natrel                     | $ 050.000 | Hartplatz | Takao Suzuki           | Sanchai Ratiwatana Sonchat Ratiwatana       |
| 23.07. | Lexington      | Fifth Third Bank Tennis Championships | $ 050.000 | Hartplatz | John Isner             | Brendan Evans Ryan Sweeting                 |
| 23.07. | Pensa          | Penza Cup                             | $ 050.000 | Hartplatz | Benedikt Dorsch        | Alexander Krasnoruzki Alexander Kudrjawzew  |
| 23.07. | Nottingham     | Nottingham Challenger                 | $ 025.000 | Rasen     | Alun Jones             | Rohan Bopanna Aisam-ul-Haq Qureshi          |
| 23.07. | Recanati       | Guzzini Challenger                    | $ 025.000 | Hartplatz | Wang Yeu-tzuoo         | Fabio Colangelo Serhij Stachowskyj          |
| 30.07. | Segovia        | Open Castilla y León                  | $ 125.000 | Hartplatz | Fernando Verdasco      | Rohan Bopanna Aisam-ul-Haq Qureshi          |
| 30.07. | Vancouver      | Odlum Brown Vancouver Open            | $ 100.000 | Hartplatz | Frédéric Niemeyer      | Rik De Voest Ashley Fisher                  |
| 30.07. | Tampere        | Aamulehti Tampere Open                | $ 050.000 | Sand      | Éric Prodon            | Johan Brunström Mohammad Ghareeb            |
| 30.07. | Trani          | Trani Cup                             | $ 050.000 | Sand      | Flavio Cipolla         | Leonardo Azzaro Daniele Giorgini            |
| 30.07. | Timișoara      | Timișoara Challenger                  | $ 035.000 | Sand      | Victor Hănescu         | Marcel Granollers Santiago Ventura          |
| 30.07. | Belo Horizonte | BH Tennis Open                        | $ 025.000 | Hartplatz | Brian Dabul            | Santiago González Bruno Soares              |
| 30.07. | Saransk        | Mordovia Cup                          | $ 025.000 | Sand      | Michail Kukuschkin     | Antal van der Duim Boy Westerhof            |

### August
| Datum1 | Ort              | Turnier                                     | Preisgeld | Belag2    | Sieger Einzel      | Sieger Doppel                            |
| ------ | ---------------- | ------------------------------------------- | --------- | --------- | ------------------ | ---------------------------------------- |
| 06.08. | Istanbul         | TED Open                                    | $ 100.000 | Hartplatz | Mischa Zverev      | James Auckland Ross Hutchins             |
| 06.08. | San Marino       | San Marino CEPU Open                        | $ 100.000 | Sand      | Potito Starace     | Pablo Cuevas Juan Pablo Guzmán           |
| 06.08. | Binghamton       | Levene Gouldin & Thompson Tennis Challenger | $ 050.000 | Hartplatz | Thomas Johansson   | Scott Oudsema Ryan Sweeting              |
| 06.08. | Campos do Jordão | Credicard Mastercard Tennis Cup             | $ 050.000 | Hartplatz | Brian Dabul        | Eduardo Schwank Horacio Zeballos         |
| 06.08. | Samarqand        | Samarkand Challenger                        | $ 035.000 | Sand      | Michail Kukuschkin | Serhij Bubka Jewgeni Kirillow            |
| 06.08. | Vigo             | Concurso Internacional de Vigo              | $ 035.000 | Sand      | Máximo González    | Leonardo Azzaro Lamine Ouahab            |
| 13.08. | Bronx            | GHI Bronx Tennis Classic                    | $ 050.000 | Hartplatz | Sam Warburg        | Rohan Bopanna Aisam-ul-Haq Qureshi       |
| 13.08. | Cordenons        | Kos Zucchetti Cup                           | $ 050.000 | Sand      | Máximo González    | Alessandro Da Col Andrea Stoppini        |
| 13.08. | Buxoro           | Bukhara Challenger                          | $ 035.000 | Hartplatz | Denis Istomin      | Jewgeni Kirillow Alexander Kudrjawzew    |
| 13.08. | Graz             | S’Tennis Masters Challenger                 | $ 025.000 | Sand      | Victor Hănescu     | Sebastián Decoud Juri Schtschukin        |
| 13.08. | Manta            | Manta Open                                  | $ 025.000 | Hartplatz | Gō Soeda           | Eduardo Schwank Horacio Zeballos         |
| 20.08. | Manerbio         | Trofeo Dimmidisì                            | $ 050.000 | Sand      | Jiří Vaněk         | Antal van der Duim Boy Westerhof         |
| 20.08. | Genf             | IPP Geneva Trophy                           | $ 035.000 | Sand      | Juri Schtschukin   | Sebastián Decoud Juri Schtschukin        |
| 20.08. | Qarshi           | Karshi Challenger                           | $ 035.000 | Hartplatz | Denis Istomin      | Andrew Coelho Adam Feeney                |
| 27.08. | Tscherkassy      | UTC Open                                    | $ 050.000 | Sand      | Boris Pašanski     | Daniel Muñoz de la Nava Santiago Ventura |
| 27.08. | Como             | Città di Como                               | $ 050.000 | Sand      | Máximo González    | Máximo González Simone Vagnozzi          |
| 27.08. | Freudenstadt     | Black Forest Open                           | $ 025.000 | Sand      | Ivo Minář          | Marc López Martín Vilarrubí              |

### September
| Datum1 | Ort                 | Turnier                       | Preisgeld | Belag2        | Sieger Einzel           | Sieger Doppel                              |
| ------ | ------------------- | ----------------------------- | --------- | ------------- | ----------------------- | ------------------------------------------ |
| 03.09. | Alphen aan den Rijn | Tean International            | $ 050.000 | Sand          | Jesse Huta Galung       | Leonardo Azzaro Lovro Zovko                |
| 03.09. | Donezk              | Alexander Kolyaskin Memorial  | $ 050.000 | Hartplatz     | Roko Karanušić          | Philipp Petzschner Simon Stadler           |
| 03.09. | Brașov              | Brașov Challenger             | $ 025.000 | Sand          | Máximo González         | Florin Mergea Horia Tecău                  |
| 03.09. | Düsseldorf          | Düsseldorf Open Challenger    | $ 025.000 | Sand          | Denis Gremelmayr        | Fabio Colangelo Philipp Marx               |
| 03.09. | Genua               | Genoa Open Challenger         | $ 025.000 | Sand          | Flavio Cipolla          | Daniele Giorgini Simone Vagnozzi           |
| 10.09. | Orléans             | Open d’Orléans                | $ 100.000 | Hartplatz (i) | Olivier Rochus          | Jamie Cerretani Frank Moser                |
| 10.09. | Ljubljana           | Ljubljana Open                | $ 050.000 | Sand          | Marco Mirnegg           | Alexander Kudrjawzew Alexander Krasnoruzki |
| 10.09. | New Orleans         | Hancock Bank Men’s Challenger | $ 050.000 | Hartplatz     | Kevin Anderson          | Kevin Anderson Ryler DeHeart               |
| 10.09. | Sevilla             | Copa Sevilla                  | $ 050.000 | Sand          | Frederico Gil           | Marcel Granollers Santiago Ventura         |
| 10.09. | Todi                | Blu-express.com Tennis Cup    | $ 035.000 | Sand          | Stefano Galvani         | Daniele Giorgini Alessandro Motti          |
| 17.09. | Stettin             | Pekao Szczecin Open           | $ 125.000 | Sand          | Sergio Roitman          | Tomas Behrend Christopher Kas              |
| 17.09. | Lubbock             | Lubbock Challenger            | $ 050.000 | Hartplatz     | Robert Smeets           | Alex Kuznetsov Ryan Sweeting               |
| 17.09. | Banja Luka          | Banja Luka Challenger         | $ 025.000 | Sand          | Konstantinos Economidis | Alexander Krasnoruzki Alexander Kudrjawzew |
| 24.09. | Grenoble            | Open de L’Isère               | $ 050.000 | Hartplatz (i) | Nicolás Lapentti        | Jasper Smit Martijn van Haasteren          |
| 24.09. | Trnava              | ATP Challenger Trophy         | $ 050.000 | Sand          | Jan Hernych             | Filip Polášek Igor Zelenay                 |
| 24.09. | Tulsa               | USTA Challenger of Oklahoma   | $ 050.000 | Hartplatz     | Jesse Witten            | Bobby Reynolds Rajeev Ram                  |
| 24.09. | Bukarest            | Ipsos Bucharest Challenger    | $ 035.000 | Sand          | Victor Hănescu          | Marcel Granollers Santiago Ventura         |
| 24.09. | Neapel              | Tennislife Cup                | $ 035.000 | Sand          | Juri Schtschukin        | Tomas Behrend Christopher Kas              |

### Oktober
| Datum1 | Ort                 | Turnier                                 | Preisgeld | Belag2        | Sieger Einzel      | Sieger Doppel                         |
| ------ | ------------------- | --------------------------------------- | --------- | ------------- | ------------------ | ------------------------------------- |
| 01.10. | Mons                | Ethias Trophy                           | $ 125.000 | Hartplatz (i) | Ernests Gulbis     | Tomasz Bednarek Filip Polášek         |
| 01.10. | Tarragona           | Open Tarragona Costa Daurada            | $ 050.000 | Sand          | Alberto Martín     | Marcel Granollers Santiago Ventura    |
| 01.10. | Medellín            | Seguros Bolívar Open Medellín           | $ 025.000 | Sand          | Eduardo Schwank    | Pablo Cuevas Horacio Zeballos         |
| 08.10. | Sacramento          | Swanston Challenger                     | $ 075.000 | Hartplatz     | Wayne Odesnik      | Robert Kendrick Brian Wilson          |
| 08.10. | Rennes              | Open de Rennes                          | $ 050.000 | Hartplatz (i) | Philipp Petzschner | Philipp Petzschner Björn Phau         |
| 08.10. | Quito               | Trofeo Ciudad de Quito                  | $ 025.000 | Sand          | Santiago Giraldo   | Brian Dabul Marcos Daniel             |
| 15.10. | Andrézieux-Bouthéon | Challenger 42                           | $ 125.000 | Hartplatz (i) | Thierry Ascione    | Martín García Sebastián Prieto        |
| 15.10. | Bogotá              | Copa Petrobras Bogotá                   | $ 075.000 | Sand          | Marcos Daniel      | Thomaz Bellucci Bruno Soares          |
| 15.10. | Calabasas           | Pro Challenger at Calabasas             | $ 050.000 | Hartplatz     | Robert Kendrick    | John Isner Brian Wilson               |
| 15.10. | Kolding             | Købstædernes ATP Challenger             | $ 050.000 | Hartplatz (i) | Lukáš Lacko        | Frederik Nielsen Rasmus Nørby         |
| 22.10. | Seoul               | Samsung Securities Cup                  | $ 125.000 | Hartplatz     | Dudi Sela          | Rik De Voest Lu Yen-hsun              |
| 22.10. | Belo Horizonte      | Copa Petrobras Belo Horizonte           | $ 075.000 | Sand          | Nicolas Devilder   | Marcel Granollers Santiago Ventura    |
| 22.10. | Barnstaple          | Tarka Challenger                        | $ 025.000 | Hartplatz (i) | Jérémy Chardy      | Frederik Nielsen Aisam-ul-Haq Qureshi |
| 22.10. | Rimouski            | Challenger Banque Nationale             | $ 025.000 | Teppich (i)   | Brendan Evans      | Daniel King-Turner Robert Smeets      |
| 29.10. | Busan               | Flea Market Cup Busan Challenger Tennis | $ 100.000 | Hartplatz     | Ivo Minář          | Rajeev Ram Bobby Reynolds             |
| 29.10. | Montevideo          | Copa Petrobras Montevideo               | $ 075.000 | Sand          | Santiago Ventura   | Pablo Cuevas Luis Horna               |
| 29.10. | Aachen              | Lambertz Open by STAWAG                 | $ 050.000 | Teppich (i)   | Jewgeni Koroljow   | Philipp Petzschner Alexander Peya     |
| 29.10. | Louisville          | Ford Tennis Championships               | $ 050.000 | Hartplatz (i) | Matthias Bachinger | John Isner Travis Parrott             |

### November
| Datum1 | Ort          | Turnier                                         | Preisgeld | Belag2        | Sieger Einzel          | Sieger Doppel                           |
| ------ | ------------ | ----------------------------------------------- | --------- | ------------- | ---------------------- | --------------------------------------- |
| 05.11. | Bratislava   | Tatra Banka Slovak Open                         | $ 100.000 | Hartplatz (i) | Simone Bolelli         | Tomáš Cibulec Jaroslav Levinský         |
| 05.11. | Asunción     | Copa Petrobras Asunción                         | $ 075.000 | Sand          | Franco Ferreiro        | Carlos Berlocq Martín Vassallo Argüello |
| 05.11. | Nashville    | Music City Challenger                           | $ 075.000 | Hartplatz (i) | Jesse Levine           | Rajeev Ram Bobby Reynolds               |
| 05.11. | Guayaquil    | Challenger Ciudad de Guayaquil                  | $ 050.000 | Sand          | Nicolás Lapentti       | Brian Dabul Juan Pablo Guzmán           |
| 05.11. | Tunis        | Challenger Tunisie                              | $ 035.000 | Hartplatz     | Guillermo García López | Ivan Dodig Frank Moser                  |
| 05.11. | Eckental     | Bauer Watertechnology Cup                       | $ 025.000 | Teppich (i)   | Denis Gremelmayr       | Philipp Petzschner Alexander Peya       |
| 12.11. | Dnipro       | Privat Bank Cup                                 | $ 125.000 | Hartplatz (i) | Mischa Zverev          | Christopher Kas Lovro Zovko             |
| 12.11. | Buenos Aires | Copa Petrobras Buenos Aires                     | $ 075.000 | Sand          | Sergio Roitman         | Marcelo Melo Sebastián Prieto           |
| 12.11. | Champaign    | USTA Challenger of Champaign-Urbana             | $ 050.000 | Hartplatz (i) | Jesse Levine           | Harel Levy Sam Warburg                  |
| 12.11. | Helsinki     | IPP Open                                        | $ 050.000 | Hartplatz (i) | Steve Darcis           | Michail Jelgin Alexander Kudrjawzew     |
| 12.11. | Kaohsiung    | Taiwan Challenger                               | $ 050.000 | Hartplatz     | Lu Yen-hsun            | Stephen Amritraj Dudi Sela              |
| 19.11. | Kuala Lumpur | Malaysia Open                                   | $ 150.000 | Teppich (i)   | Rainer Schüttler       | Stephen Huss Wesley Moodie              |
| 19.11. | Knoxville    | Knoxville Challenger                            | $ 050.000 | Hartplatz (i) | Robert Kendrick        | Harel Levy Sam Warburg                  |
| 19.11. | Lima         | Lima Challenger                                 | $ 050.000 | Sand          | Pablo Cuevas           | Pablo Cuevas Eduardo Schwank            |
| 19.11. | Yokohama     | Keio Challenger International Tennis Tournament | $ 035.000 | Hartplatz     | Dudi Sela              | Hiroki Kondō Gō Soeda                   |
| 19.11. | Caloundra    | Caloundra ATP Challenger                        | $ 025.000 | Hartplatz     | Joseph Sirianni        | Chen Ti Jun Woong-sun                   |
| 19.11. | Puebla       | Challenger Britania Zavaleta                    | $ 025.000 | Hartplatz     | Leonardo Mayer         | Raphael Durek Dawid Olejniczak          |
| 19.11. | Shrewsbury   | LTA Shrewsbury Challenger                       | $ 025.000 | Hartplatz (i) | Igor Kunizyn           | Frederik Nielsen Rasmus Nørby           |
| 26.11. | Neu-Delhi    | ONGC ATP Challenger                             | $ 050.000 | Hartplatz     | Aisam-ul-Haq Qureshi   | Rik De Voest Wesley Moodie              |
| 26.11. | Brisbane     | Brisbane Challenger                             | $ 025.000 | Hartplatz (i) | Joseph Sirianni        | Rameez Junaid Daniel King-Turner        |

### Dezember
| Datum1 | Ort       | Turnier                          | Preisgeld | Belag2    | Sieger Einzel  | Sieger Doppel             |
| ------ | --------- | -------------------------------- | --------- | --------- | -------------- | ------------------------- |
| 03.12. | Neu-Delhi | Sail Open                        | $ 050.000 | Hartplatz | Michail Jelgin | Yu Xinyuan Zeng Shaoxuan  |
| 03.12. | Burnie    | McDonald’s ATP Challenger Burnie | $ 035.000 | Hartplatz | Alun Jones     | Sam Groth Joseph Sirianni |

- 1 Turnierbeginn (ohne Qualifikation)
- 2 Das Kürzel „(i)“ (= indoor) bedeutet, dass das betreffende Turnier in einer Halle ausgetragen wurde.